# 最喜歡你了
『最喜歡你了』是日本創作歌手・川嶋愛在2009年12月16日發售的第18張單曲。

## 概要
距前作『沒問題的唷』約八個月之後發售的作品。
推出了通常版和初回限定版兩個版本，初回限定版附上了收錄有「最喜歡你了」的PV的特典DVD。
和前作相同，通常版和初回版的第三音軌各自收錄了不同的歌曲。另外，繼前作這次的（原文）標題結尾也是「～だよ」。
第三音軌的收錄歌曲各自被用在PSP遊戲軟體《純愛手札4》不同結局下的片尾曲。2009年11月25日時短信鈴聲先行開放付費下載。

## 收錄曲
- 全作詞・作曲：川嶋愛　編曲：Takashi Nagasawa

### 通常盤
1. 最喜歡你了
日本電視台『The Sunday NEXT』（2009年12月 - 2010年1月）的片尾曲
2. Oh my snow
3. 大海送來的歌（海が運ぶ歌）
KONAMI『純愛手札4』痛苦結局主題曲

### 初回盤

#### CD
1. 最喜歡你了
2. Oh my snow
3. bleieve me,I believe you
KONAMI『純愛手札4』甜美結局主題曲

#### DVD
1. 最喜歡你了 Video Clip